# Primula florindae
Primula florindae là một loài thực vật có hoa trong họ Anh thảo. Loài này được Kingdon-Ward miêu tả khoa học đầu tiên năm 1926.

## Hình ảnh

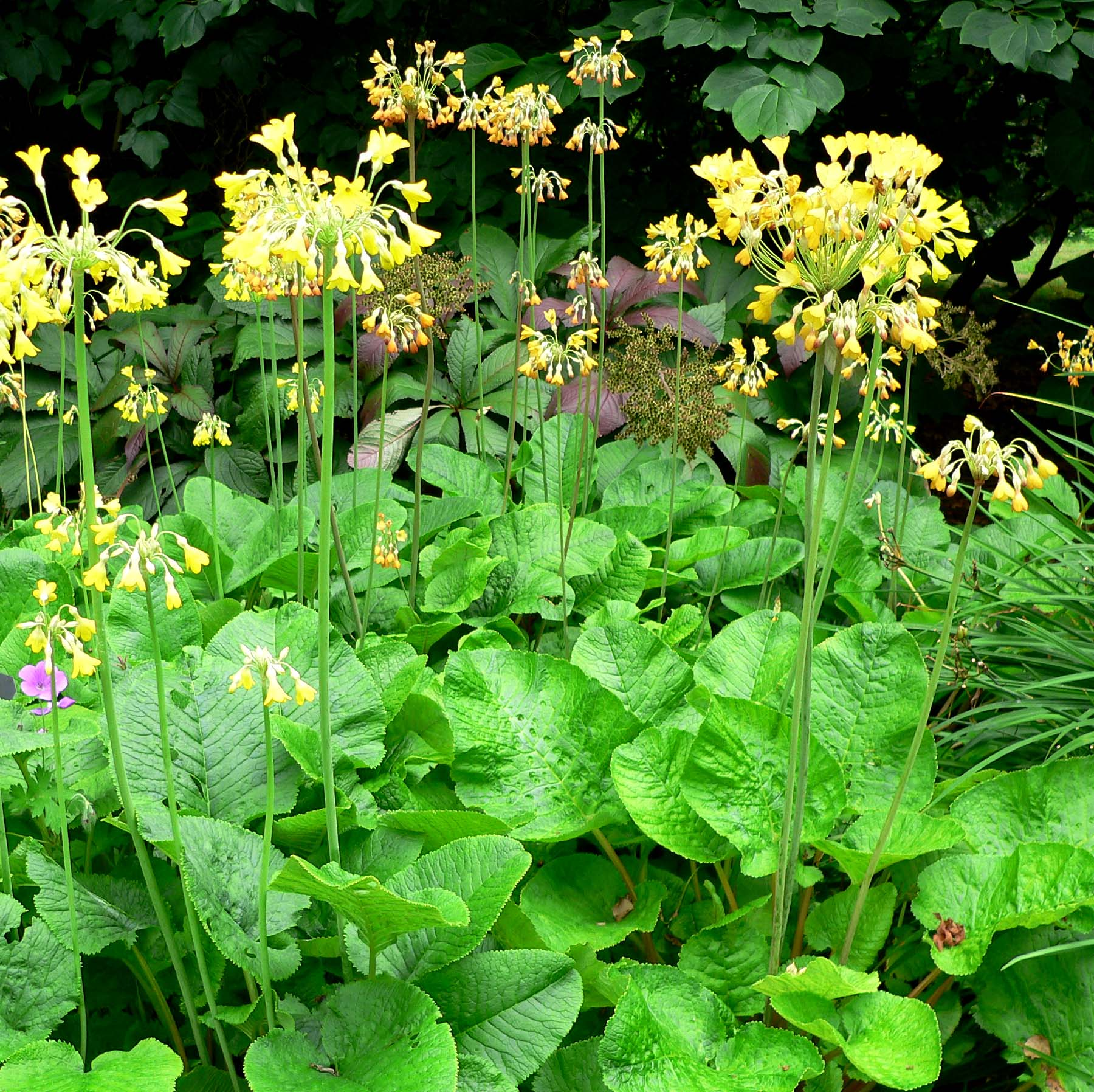
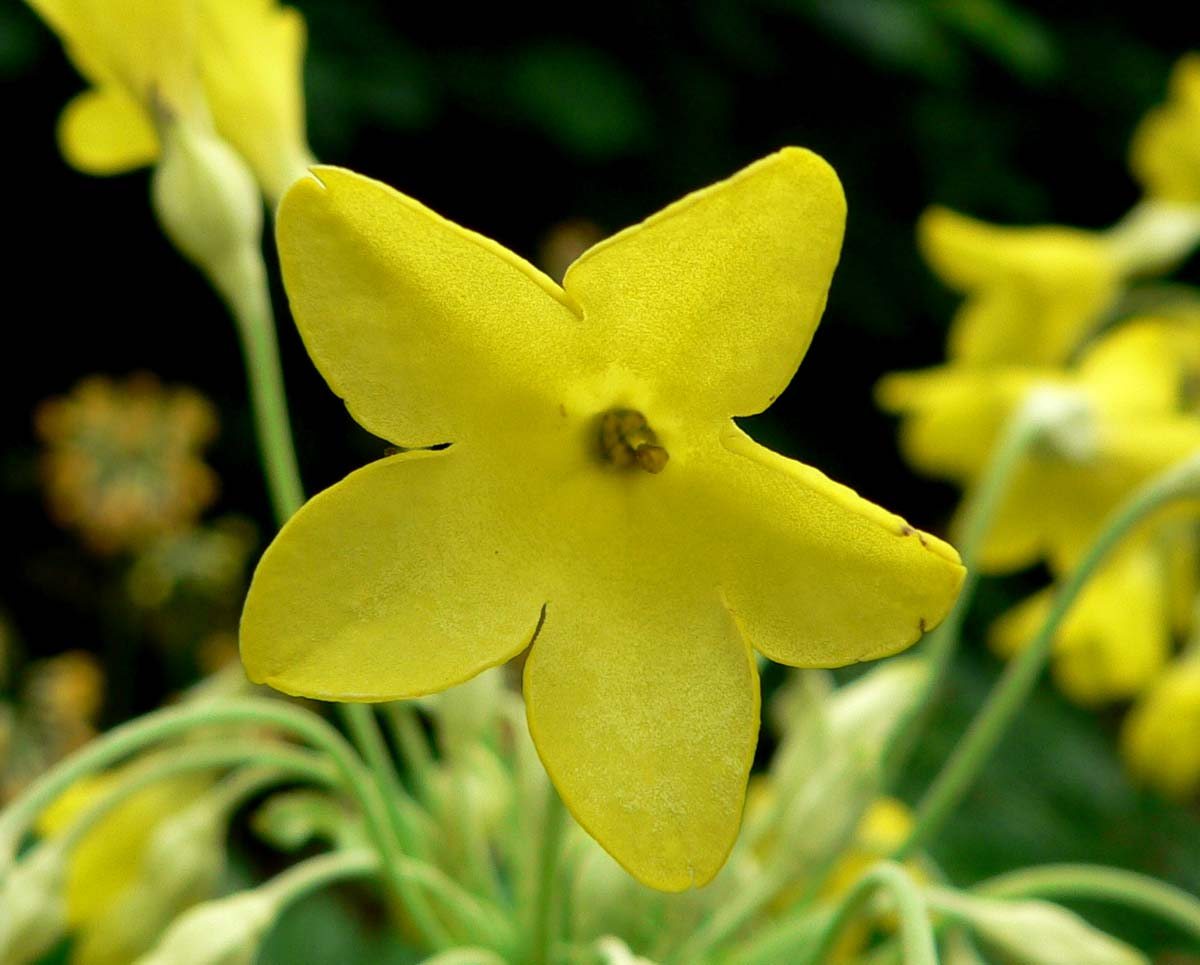
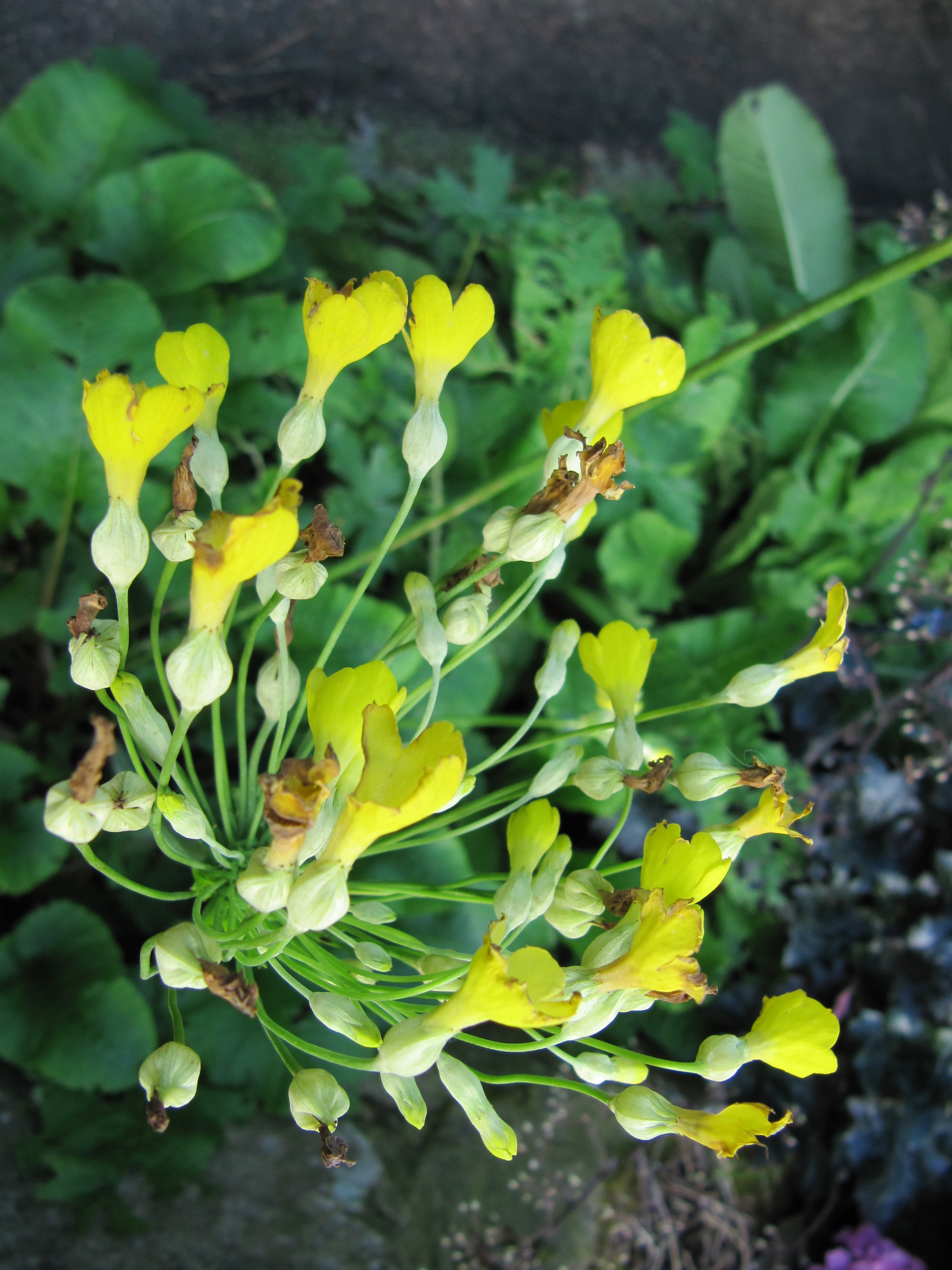
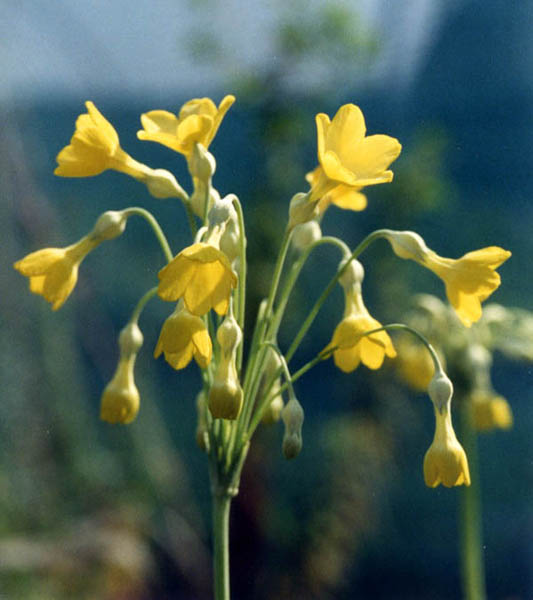